# Ciela
Ciela is een bestuurslaag in het regentschap Garut van de provincie West-Java, Indonesië. Ciela telt 5126 inwoners (volkstelling 2010).